# Красное (Гороховецкий район)
Красное — упразднённое село в Гороховецком районе Владимирской области России. В настоящий момент является частью города Гороховец.

## География
Находилось в восточной части области, в зоне хвойно-широколиственных лесов, к югу от автодороги Е22, в пределах южной части города Гороховец, административного центра района. Абсолютная высота — 78 метров над уровнем моря.

### Климат
Климат характеризуется как умеренно континентальный. Средняя температура воздуха самого холодного месяца (января) — −11,2 °C (абсолютный минимум — −45 °С), средняя температура воздуха самого тёплого месяца (июля) — +18,4 °С (абсолютный максимум — +38 °С). Безморозный период длится около 139 дней. Годовое количество атмосферных осадков составляет около 556 мм, из которых 387 мм выпадает в период с апреля по октябрь. Снежный покров держится в среднем около 149 дней.

## История
В «Списке населенных мест Владимирской губернии по сведениям 1859 года» населённый пункт упомянут как удельное село Гороховецкого уезда, расположенное в 0,5 версты от уездного города. В селе насчитывалось 63 двора и проживало 444 человека (193 мужчины и 251 женщина). Действовали православная церковь, удельный приказ, училище, почтовая станция и два завода.
По состоянию на 1905 год, в Красном имелось 66 дворов и проживало 709 человек. В административном отношении село входило в состав Красносельской волости.
На момент упразднения входило в состав Куприяновского сельсовета Гороховецкого района. Решением облисполкома № 938 от 16 декабря 1960 года включено в черту Гороховца.